# Carlos Gamarra
Carlos Alberto Gamarra Pavón (Ypacarai, 17. veljače 1971.) je bivši paragvajski nogometaš i državni reprezentativac.

## Karijera

### Klupska karijera
Seniorsku karijeru započeo je 1991. u Cerro Porteñu s kojim je 1992. godine bio paragvajski prvak. U sezoni 1992./93. nastupa za argentinski Independiente u samo osam utakmica te se vraća u svoj matični klub. Već 1995. ponovno mijenja klub i prelazi brazilski Internacional za koji nastupa dvije godine i prvi put dolazi u jedan europski klub, portugalsku Benficu. U Benfici se ne zadržava dugo jer se već naredne godine vraća u Brazil, ovaj put u Corinthians s kojim osvaja brazilsko prvenstvo 1998. godine. Nakon završene sezone u Brazili, 1999., prelazi u Atlético Madrida koji ispada iz prve španjolske lige, a Gamara se još jedanput vraća u Brazil i prelazi u redove Flamenga. Iz Flamenga odlazi na posudbu u atenski AEK za koji odigrava 24 prvenstvene utakmice i osvaja kup. Nakon završetka posudbe u AEK-u ne vraća se u Flamengo već ostvaruje transfer u Internazionale. Za Inter je igrao od 2002. do 2005. godine. Nakon toga još jednom se vraća u brazilsku ligu, i ponovno u drugi klub Palmeiras iz São Paula. U Palmeirasu se zadržao do 2006. godine. U domovinu se vraća 2007. kada nastupa za Olimpiju Asuncion gdje završava igračku karijeru.
Dva je puta zaredom 1997. i 1998. izabran za paragvajskog nogometaša godine. 

### Reprezentativna karijera
Za reprezentaciju Paragvaja nastupio je u 110 utakmica što ga čini rekorderom po boju nastupa za reprezentaciju. Iako branič, za reprezentaciju je postigao 12 pogodaka. Za reprezentaciju je nastupio na tri svjetska prvenstva, 1998. u Francuskoj, 2002. u Japanu i Južnoj Koreji i 2006. u Njemačkoj. Na OI 2004. u Ateni s reprezentacijom je osvojio srebro.
Iz reprezentacije se povukao nakon svjetskog prvenstva 2006. godine.